# Городище (Іванківський район)
Городище  — офіційно нежитлове (після  аварії на Чорнобильській АЕС) колишнє село в  Іванківському районі Київської області на підвищі поблизу впадіння  Прип'яті у Дніпро. 
32 км на південний схід від  Чорнобиля в  зоні відчуження. До аварії налічувало близько 60 дворів. 2007 року проживало 7 осіб. 

## Історія
Село існує з давніх часів. Вперше згадується у літописі за 1151 рік: "І поїхали Андрій та Володимир туди, на устя [річки] Прип'яті, на [город] Давидову Боженку..." та 1160 рік: "Тоді Ізяслав, з’єднавшися з обома Всеволодовичами, і з Олегом, і з половцями, пішов за Вишгород до [города Давидової] Боженки, бо тут Дніпро був став, а ніде ж інде не став був. Тут же перейшовши Дніпро, коло [Давидової] Боженки, він рушив полками до Києва...". Давидова Боженка - нинішнє Городище.
Біля Городища відбулася битва литовського і татарського військ, що завершилася поразкою татар.
Під час козацького антипольського повстання Бондаренко зупинився у Городищі, але не здобувши підтримки селян, відступив у Макарів.
1886 року населення становило 182 особи. 1900 року населення становило вже 267 осіб. Населення займалося землеробством та сплавом лісу. У селі був вітряк.
Напередодні аварії на ЧАЕС у селі мешкало 87 мешканців, було 48 дворів. До аварії на ЧАЕС підпорядковувалося Купуватській сільській раді Чорнобильського району. Мешканці села після аварії на ЧАЕС були відселені у село Грузьке (Фастівський район). Виселене внаслідок сильного радіоактивного забруднення. Після Чорнобильської катастрофи Городище увійшло до 30-кілометрової зони відчуження. Село офіційно зняте з обліку 1999 року за відсутністю жителів. 
Частина села згоріла під час лісових пожеж у 1992 році.
З кінця лютого до 1 квітня 2022 року село було окуповане російськими військами.